# Южноамериканска чапла
Южноамериканската чапла (Ardea cocoi) е вид птица от семейство Чаплови (Ardeidae).

## Разпространение
Видът е разпространен в Аржентина, Боливия, Бразилия, Венецуела, Гвиана, Еквадор, Колумбия, Панама, Парагвай, Перу, Суринам, Тринидад и Тобаго, Уругвай, Френска Гвиана и Чили.